# Paratettix aztecus
Paratettix aztecus är en insektsart som först beskrevs av Henri Saussure 1861.  Paratettix aztecus ingår i släktet Paratettix och familjen torngräshoppor. Inga underarter finns listade i Catalogue of Life.

## Bildgalleri

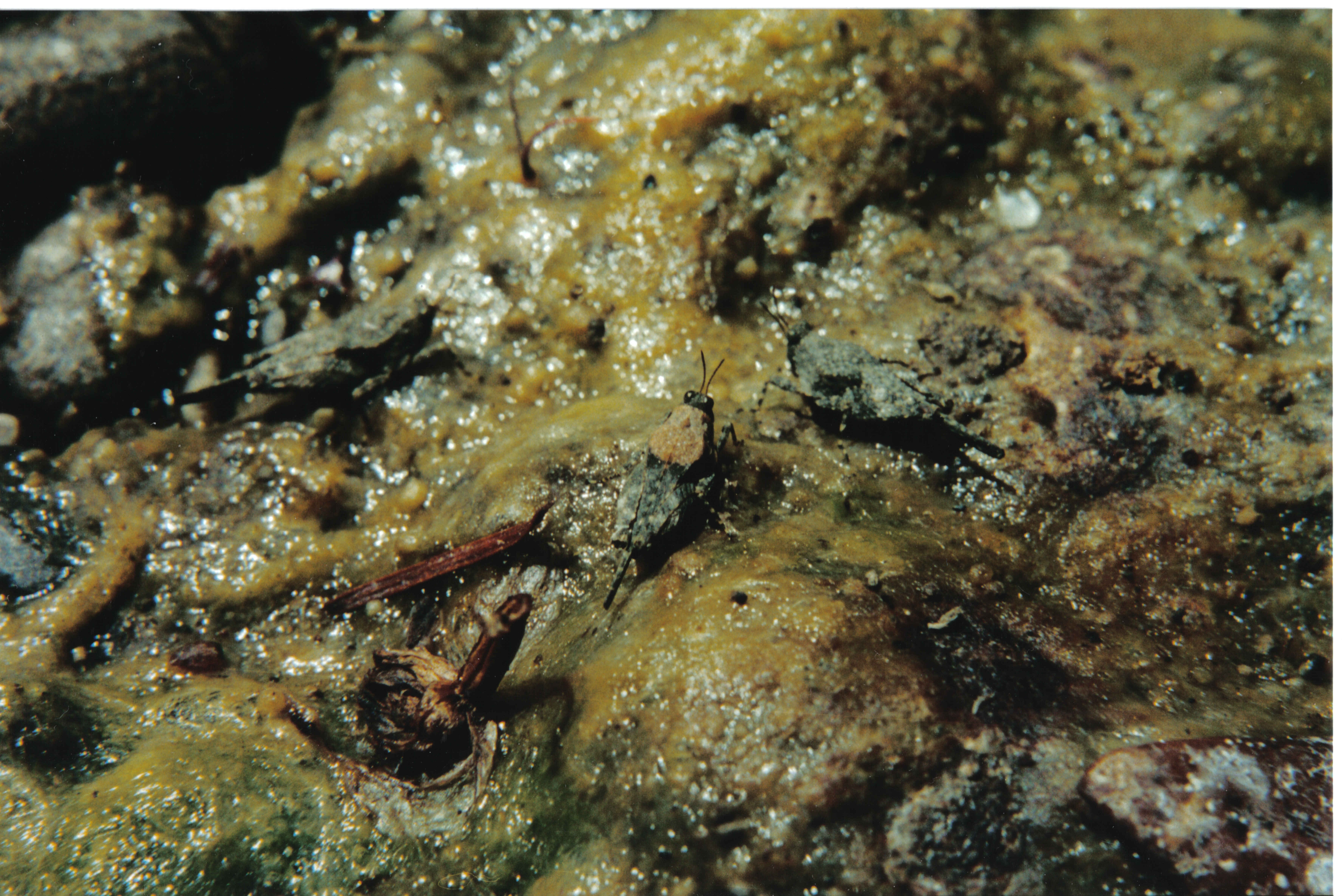